# Homokinetički zglob
Homokinetički zglob je strojni dio koji omogućuje pogonskoj osovini da prenosi snagu (okretni moment) preko promjenljivog kuta, koji su veći od kardanskog prijenosa, pri konstantnoj brzini obrtanja, bez značajnog porasta u trenju i slobodnom hodu. Uglavnom se koriste na automobilima s prednjim pogonom i s pogonom na sva četiri kotača. Međutim, automobili s pogonom na zadnjim kotačima, s nezavisnim zadnjim ovjesima najčešće koriste homokinetičke zglobove na krajevima zadnjih poluosovina. Na primjer, Audi Quattro ih koristi na sve četiri poluosovine, te na glavnoj pogonskoj osovini, što čini ukupno deset homokinetičkih zglobova (po dva na četiri poluosovine, te dva na pogonskoj osovini).
Konstrukcija homokinetičkog zgloba se zasniva na patentu koji je napravio 1927. američki inženjer Alfred H. Rzeppa. Njegova konstrukcija je prepoznatljiva po unutarnjem kuglastom zglobu sa šest žljebova koji su usporedni s vratilom, a drži ga vanjska šuplja kuglasta glavina, u kojoj je šest čeličnih kuglica. Kad se zbog okretanja upravljača ili zbog titranja opruga promijeni kut između dva vratila povezanih kuglastim zglobom, kuglice se u svojim žljebovima pomaknu onoliko daleko koliko to zahtijeva kut između vratila. Kod ovakve vrste zglobova imaju pogonsko i pogonjeno vratilo, bez obzira na kut između njih, istu kutnu brzinu okretanja, zbog čega je takav prijenos snage jednakomjeran, bez trzaja.
Homokinetički zglob jedan je od najzahtjevnijih i najopterećenijih dijelova pogonskog mehanizma svakog automobila, zbog čega mora biti vrhunske kvalitete izrade. Pohabanost u vanjskom zglobu obično se primjećuje kao vibracija pri određenim brzinama, slično vibracijama koje uzrokuje nebalansirana guma. Kada se automobil vozi sporo u uskim krugovima, pohabani zglobovi prave ritmične zvukove kliktanja ili pucketanja. Pohabanost u unutrašnjim zglobovima se primjećuje kao nejasan ili oštar zvuk kada se dodaje ili kada se pušta papučica ubrzanja.